# 坂田武雄
坂田 武雄（さかた たけお、1888年12月15日 - 1984年1月12日）は、日本の経営者。サカタのタネの創業者。

## 経歴
東京都出身。1909年に東京帝国大学農学部実科を卒業。農商務省海外実業練習生として、アメリカやヨーロッパの苗木商で経験を積み、アメリカでは簿記を学んだ。1913年に横浜で坂田商会を創業し、植物種子の生産輸出を始めた。1942年12月に坂田種苗と改称し、社長に就任。1974年に会長に就任。
1958年に藍綬褒章を受章し、1965年に勲四等瑞宝章を受章した。
1984年1月12日心不全のために死去。95歳没。

## ペチュニア
サカタのタネが成功するきっかけとなったのは、坂田が完成させた必ず咲く八重咲きペチュニアだった（それまでは、種を撒いても八重咲きとなるのは50%程度だった）。坂田は米国から数種類の種子サンプルを持ち帰り、農商務省の農事試験場の寺尾博に提供、寺尾は禹長春とともに八重咲きペチュニア種の育成法を発見したが、日本市場に需要がないことから研究は継続されず、坂田がそれを引き継いで育成法を確立し、茅ケ崎に農地を借りて温室での大規模栽培に着手、1931年に完全八重咲きペチュニア「ビクトリアスミックス」の育成に世界で初めて成功した。
1934年にはこのビクトリアスミックスが全米種苗審査会（AAS）で銀賞を獲り、坂田の名は世界的となり、種の注文が世界中から殺到した。以降も、毎年のように国際品評会で受賞するようになり、坂田が亡くなるまでに24回（うち9個がペチュニア改良種）のメダルを獲得した。

## 坂田コレクション
西洋画の蒐集家としても知られ、ドラクロア、モロー、ピサロなど名画53点が1983年に横浜美術館に寄付され、「坂田コレクション」として所蔵されている。

## 家族
- 父・坂田伝蔵 ‐ 神奈川県人[5]武雄はその8人兄弟の長男。
- 母・邑 ‐ 旧姓・早川。久留米市日吉町出身。弟に洋画家の早川銈太郎(1871-1905)。末弟・秀三郎の友人の青木繁は末妹の三上糸世をモデルに「秋声」などの作品を残した。[4][6]
- 妻・美代（1905年生） ‐ 長野県西筑摩郡出身の資産家・木戸伝の五女。1926年結婚。父の伝は日本の弁理士の第一人者として知られた人物で、旧制松本中学、東京高等工業学校卒業後、母校の教師を経て芝浦機械製作所技師となり、1902年に特許弁理士登録し、東京で事務所を開いた。美代の弟・木戸伝一郎の岳父に白滝幾之助、母方祖父に間島冬道がいる。[7][8]
- 養子：坂田正之（1916年生） - 伯爵堀田正恒の二男。サカタのタネ社長。東京帝国大学法学部卒業後、日本興業銀行を経て、1949年に坂田種苗入社、1976年より社長。妻・幸子の兄に明治ゴム化成社長・松村英一。